# Cynanchum anthonyanum
Cynanchum anthonyanum là một loài thực vật có hoa trong họ La bố ma. Loài này được Hand.-Mazz. mô tả khoa học đầu tiên năm 1936.